# On My Way Home
On My Way Home – drugi singel irlandzkiej wokalistki i kompozytorki Enyi, z jej czwartego albumu studyjnego The Memory of Trees, wydany nakładem Warner Music w 1996 r.

## Historia nagrania
Według słów samej Enyi, melodia utworu została opracowana za jednym razem i dopiero na etapie produkcji trio zdecydowało się wzmocnić chórki, by uzyskać bardziej dramatyczny efekt, kojarzący się kompozytorce z pozytywnymi uczuciami, jakie towarzyszą powrotom w rodzinne strony.

## Tekst
Autorką tekstu jest Roma Ryan, irlandzka poetka i stała współpracowniczka Enyi. Outro utworu nawiązuje do przeboju Enyi – „Orinoco Flow”, poprzez śpiewany ten sam fragment: turn it up turn it up turn it up – bye, adieu.

## Dostępne wydania
Singel wydano w formacie maxi singla CD i kasety magnetofonowej (single cassette). Jest to pierwszy singiel Enyi, który nie został wydany na małej płycie winylowej (SP) w żadnym kraju.
W pierwszym wydaniu singla oraz wydaniu singla deluxe ukazał się niepublikowany wcześniej utwór „I May Not Awaken”.
| Maxi CD(DE) – (AUS) | Maxi CD(DE) – (AUS)                       | Maxi CD(DE) – (AUS) |
| Nr                  | Tytuł utworu                              | Długość             |
| ------------------- | ----------------------------------------- | ------------------- |
| 1.                  | „On My Way Home (remix)” (Enya-Roma Ryan) | 3:35                |
| 2.                  | „Eclipse” (Enya)                          | 1:34                |
| 3.                  | „I May Not Awaken” (Enya-Roma Ryan)       | 4:20                |
|                     |                                           | 9:29                |

| Maxi CD 2(DE) – (KR) – (UK) / Cassette MC (KR) | Maxi CD 2(DE) – (KR) – (UK) / Cassette MC (KR) | Maxi CD 2(DE) – (KR) – (UK) / Cassette MC (KR) |
| Nr                                             | Tytuł utworu                                   | Długość                                        |
| ---------------------------------------------- | ---------------------------------------------- | ---------------------------------------------- |
| 1.                                             | „On My Way Home (remix)” (Enya-Roma Ryan)      | 3:35                                           |
| 2.                                             | „Eclipse” (Enya)                               | 1:34                                           |
| 3.                                             | „Storms in Africa (Part II)” (Enya-Roma Ryan)  | 3:01                                           |
| 4.                                             | „Boadicea” (Enya)                              | 3:30                                           |
|                                                |                                                | 11:40                                          |

| Maxi CD Deluxe (UK) – (JP) | Maxi CD Deluxe (UK) – (JP)                | Maxi CD Deluxe (UK) – (JP) |
| Nr                         | Tytuł utworu                              | Długość                    |
| -------------------------- | ----------------------------------------- | -------------------------- |
| 1.                         | „On My Way Home (remix)” (Enya-Roma Ryan) | 3:35                       |
| 2.                         | „Morning Glory” (Enya)                    | 2:28                       |
| 3.                         | „I May Not Awaken” (Enya-Roma Ryan)       | 4:20                       |
| 4.                         | „Eclipse” (Enya)                          | 1:34                       |
|                            |                                           | 11:57                      |

| Cassette MC (UK) | Cassette MC (UK)                          | Cassette MC (UK) |
| Nr               | Tytuł utworu                              | Długość          |
| ---------------- | ----------------------------------------- | ---------------- |
| 1.               | „On My Way Home (remix)” (Enya-Roma Ryan) | 3:35             |
| 2.               | „Boadicea” (Enya)                         | 3:30             |
|                  |                                           | 7:05             |

## Teledysk

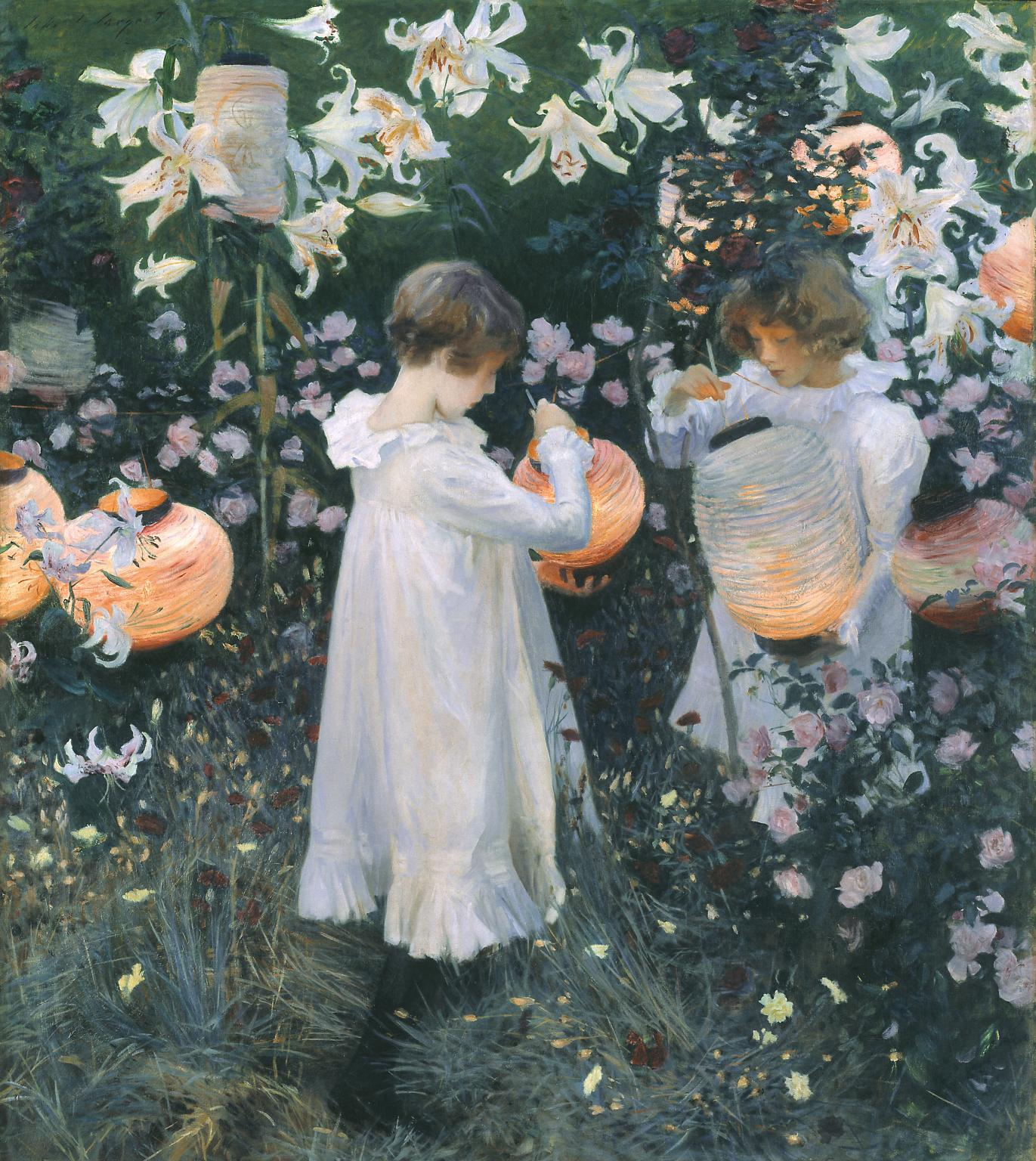
Reżyser teledysku zainspirował się twórczością amerykańskiego malarza Johna Singera Sargenta, w szczególności obrazem „Carnation, Lily, Lily, Rose” (1885-86)

Autorem teledysku jest Rob Dickins, były dyrektor generalny Warner Music WEA, przyjaciel i promotor Enyi w latach 1988–1995. Całkowity czas ścieżki użytej w teledysku wynosi 4:25 i jest to długość pośrednia pomiędzy radiową edycją piosenki dostępną na singlu (3:35) i składance największych przebojów artystki z 1997 Paint the Sky with Stars a wersją albumową z płyty The Memory of Trees.  